# Фаулертон (Техас)
Фаулертон (англ. Fowlerton) — переписна місцевість (CDP) в США, в окрузі Ла-Салл штату Техас. Населення — 73 особи (2020).

## Географія
Фаулертон розташований за координатами 28°27′10″ пн. ш. 98°48′34″ зх. д. / 28.45278° пн. ш. 98.80944° зх. д. (28.452766, -98.809567).  За даними Бюро перепису населення США в 2010 році переписна місцевість мала площу 5,64 км², з яких 5,62 км² — суходіл та 0,01 км² — водойми.

## Демографія
Згідно з переписом 2010 року, у переписній місцевості мешкало 55 осіб у 23 домогосподарствах у складі 17 родин. Густота населення становила 10 осіб/км².  Було 41 помешкання (7/км²).
Расовий склад населення:
| - 76,4 % — білих - 18,2 % — осіб інших рас |

До двох чи більше рас належало 5,5 %. Частка іспаномовних становила 49,1 % від усіх жителів.
За віковим діапазоном населення розподілялося таким чином: 23,6 % — особи молодші 18 років, 54,6 % — особи у віці 18—64 років, 21,8 % — особи у віці 65 років та старші. Медіана віку мешканця становила 52,8 року. На 100 осіб жіночої статі у переписній місцевості припадало 103,7 чоловіків;  на 100 жінок у віці від 18 років та старших — 90,9 чоловіків також старших 18 років.
Цивільне працевлаштоване населення становило 53 особи. Основні галузі зайнятості: сільське господарство, лісництво, риболовля — 50,9 %, транспорт — 49,1 %.